# Philotheos Kokkinos
Philotheos Kokkinos (mittelgriechisch Φιλόθεος Κόκκινος, * um 1300 in Thessaloniki; † 1377/1378) war von September 1353 bis 1354 und erneut vom 8. Oktober 1364 bis 1376 Patriarch von Konstantinopel. Er war Verfasser homiletischer und hagiographischer Werke und wichtiger Vertreter der palamitischen (hesychastischen) Theologie.

## Laufbahn bis zur Patriarchenwürde
Philotheos Kokkinos wurde ca. 1300 in Thessalonike in ärmlichen Verhältnissen geboren. Er diente als Koch im Haushalt des Gelehrten Thomas Magistros und konnte so eine höhere Ausbildung erwerben. Philotheos wurde Mönch und später Priestermönch auf dem Heiligen Berg Athos. Dort verfasste er vor 1341 eine liturgische Zelebrationsanleitung („Diataxis“), die in der Folgezeit breitesten Einfluss erlangte. Um 1340/1341 kehrte er nach Thessalonike zurück und stand dort dem Philokalou-Kloster vor. Etwa 1344 begab er sich wieder auf den Athos und wurde Vorsteher des größten dortigen Klosters, der Megisti Lavra. Im Jahr 1347 erwählte ihn die Synode zum Metropoliten der Hafenstadt Herakleia in Thrakien. Während seiner Amtszeit wurde Herakleia im November 1351 von den Genuesen erobert und schwer verwüstet; Philotheos Kokkinos setzte sich in der Folge für die gefangenen Bewohner der Stadt ein und konnte deren Freilassung erwirken.

## Erstes Patriarchat und Absetzung
Kaiser Johannes VI. Kantakuzenos machte 1353 Philotheos Kokkinos zu seinem Kandidaten für den Patriarchenthron, nachdem sich Patriarch Kallistos I. geweigert hatte, den Sohn des Johannes VI., Matthaios Kantakuzenos, zum Mitkaiser zu krönen, und so den seit dem Ende des ersten Bürgerkrieges zwischen Kantakuzenoi und Palaiologen (1347) mitregierenden Johannes V. Palaiologos in den Hintergrund zu drängen. Kallistos I. ging ins Exil und Philotheos Kokkinos bestieg den Patriarchenthron. Doch Johannes V. Palaiologos konnte sich im erneut ausbrechenden Bürgerkrieg durchsetzen, Johannes VI. Kantakuzenos dankte 1354 ab und wurde Mönch. Auch Philotheos Kokkinos wurde als Patriarch abgesetzt und exkommuniziert, Kallistos I. kehrte auf den Patriarchenthron zurück.

## Rehabilitierung und zweites Patriarchat
1357/1358 wurde Philotheos Kokkinos rehabilitiert und konnte wieder als Metropolit von Herakleia amtieren. Als Kallistos I. verstarb, wurde Philotheos im Oktober 1364 neuerlich Patriarch von Konstantinopel. Als Patriarch setzte sich Philotheos für die endgültige Durchsetzung der auf Synoden 1347 und 1351 für verbindlich erklärten hesychastischen Theologie des Gregorios Palamas ein, der 1368 heiliggesprochen wurde. Im selben Jahr wurde einige prominente Gegner des Palamismus, darunter der Athosmönch und Gelehrte Prochoros Kydones, von der Synode unter Philotheos verurteilt. Der Patriarch musste aber auch akzeptieren, dass Kaiser Johannes V. Palaiologos auf einer Reise nach Italien 1369 in Rom persönlich die Autorität des Papstes anerkannte; Gespräche für eine tatsächliche Union zwischen der römisch-katholischen und der byzantinisch-orthodoxen Kirche und Gespräche, die der Kaiser auch zur Erlangung von Hilfe aus Westeuropa gegen die wachsende Macht der Osmanen förderte, scheiterten aber. Dafür konnte Philotheos Kokkinos eine Einigung mit dem serbischen Teilherrscher Jovan Uglješa von Serres (in Makedonien) erreichen und die unter dessen Herrschaft stehenden Bistümer, die der serbische Zar Stefan Dušan der Kirche von Konstantinopel entzogen hatte, wieder in den Konstantinopler Sprengel zurückführen. Im Streit um die kirchliche Einheit des großen russischen Kirchensprengels von Kiew, der damals noch dem Patriarchat von Konstantinopel unterstand, versuchte Philotheos Kokkinos eine einheitliche Kirchenleitung durchzusetzen, musste aber angesichts der Auseinandersetzungen zwischen dem Großfürstentum Moskau und dem Großfürstentum Litauen bzw. dem Königreich Polen eine Aufteilung der Metropolis von ganz Russland akzeptieren.

## Neuerliche Absetzung als Patriarch und Tod
Die unruhige politische Lage im Inneren des Byzantinischen Reiches bereitete auch dem zweiten Patriarchat des Philotheos ein Ende: im Jahr 1376 stürzte Andronikos IV. Palaiologos seinen Vater Johannes V. Palaiologos. Auch Philotheos Kokkinos wurde abgesetzt und in einem Konstantinopler Kloster interniert, wo er ca. ein Jahr später verstarb.